# Hans-Günther Plücken
Hans-Günther Plücken (* 15. November 1954 in Mönchengladbach) ist ein ehemaliger deutscher Fußballspieler.

## Laufbahn
Der Torjäger des 1. FC Viersen, mit dem er in der damals drittklassigen Verbandsliga Niederrhein spielte, startete zur Runde 1976/77 seine Profi-Laufbahn bei der SG Union Solingen in der 2. Fußball-Bundesliga. Unter Leitung der Trainer Norbert Wagner (bis 11/1976), Hermann Eppenhoff (11/76–3/77) und dem Duo Frank Herbeling/Otto Luttrop (3/77–6/77) absolvierte der Neuzugang 24 Zweitligaspiele und erzielte dabei an der Seite von Dirk Hupe, Torjäger Mileta Rnić und dem Spielertrainer „Atom-Otto“ Luttrop sechs Tore. Union Solingen verblieb nur deshalb in der Liga, da Göttingen 05 und Wacker 04 auf ein Nachrücken anstelle des Bonner SC verzichteten. In seiner zweiten Solinger Zweitligarunde entwickelte sich Plücken unter dem neuen Trainer Horst Franz mit Werner Lenz zu einem der torgefährlichsten Stürmerduos in der 2. Liga Nord. Plücken erzielte in 33 Spielen 16 und Lenz in 38 Spielen 19 Tore. Die Mannschaft vom Stadion am Hermann-Löns-Weg belegte 1977/78 den neunten Rang. 1978 holte ihn der Hamburger SV in die Fußball-Bundesliga. Zu dieser Zeit leistete Plücken seinen Wehrdienst bei der Bundeswehr ab. Dort wurde Plücken 1979 mit sieben Einsätzen und einem Tor Deutscher Meister, fristete aber ein Reservistendasein. In der zweiten HSV-Runde, 1979/80, kamen zehn weitere Einsätze mit einem Treffer hinzu, er wurde aber zur Rückrunde an Hertha BSC ausgeliehen, wo er auf 17 Spiele mit einem Torerfolg kam. Doch auch nach seiner Rückkehr zum HSV kam er kaum zum Einsatz und verließ während der Runde 1980/81 den Verein in Richtung Bayer 05 Uerdingen, wo er nochmals neun Spiele in der Bundesliga bestritt und einen Treffer erzielte. Nach der Saison 1981/82 (sieben Spiele – ein Tor) im Grotenburg-Stadion in der 2. Bundesliga beendete er seine Profilaufbahn.
Hans-Günther Plücken kam auf 43 Erstliga- und 64 Zweitligaspiele zwischen 1976 und 1982.
In späteren Jahren trainierte er einige Amateurvereine, u. a. Germania Geistenbeck, den 1. FC Mönchengladbach und TuS Grevenbroich.